# هنري إتش كينيدي جونيور
هنري إتش كينيدي جونيور (بالإنجليزية: Henry H. Kennedy, Jr.)‏ هو قاضي ومحامي أمريكي، ولد في 22 فبراير 1948 في كولومبيا في الولايات المتحدة.